# Alcock Scout
Alcock Scout, známý také pod označením A.1 anebo Sopwith Mouse, byl kuriózní unikátní stíhací dvouplošník vzniklý a krátce používaný v době první světové války. Na základně Royal Naval Air Service Moudros, ležící na ostrově Lémnos v Egejském moři, jej postavil Flight-Lieutenant John Alcock. Alcock svůj stroj sestavil z přední části trupu a spodního křídla typu Sopwith Triplane, horního křídla ze Sopwithu Pup, s nově vloženým centroplánem a zvětšenými křidélky, ocasních ploch a výškového kormidla ze Sopwithu Camel, k nimž přidal směrové kormidlo a zadní část trupu původní konstrukce, pravděpodobně své vlastní. Letoun byl poháněn rotačním motorem Clerget 9Z o výkonu 110 hp a vyzbrojen kulometem Vickers ráže .303 palce.
Stroj, Alcockem a jeho spolukonstruktéry z 2. křídla RNAS pojmenovaný důvěrnou přezdívkou „Sopwith Mouse“, poprvé vzlétl 15. října 1917. Samotný John Alcock v něm nikdy neletěl, ale jeho útvarový kolega FSL Norman Starbuck na něm provedl několik letů, včetně zalétávacího. Počátkem roku 1918 byl letoun odepsán po pozemní srážce s Airco D.H.4 a již nikdy nevzlétl.

## Specifikace (přibližné)
Údaje dle

### Technické údaje
- Osádka: 1 (pilot)
- Délka: 5,82 m (19 stop a 1 palec)
- Rozpětí křídel: 7,39 m (24 stop a 3 palce)
- Výška: 2,36 m (7 stop a 9 palců)
- Pohonná jednotka: 1 × vzduchem chlazený devítiválcový rotační motor Clerget 9Z
- Výkon pohonné jednotky: 110 hp (82 kW)
- Vrtule: dvoulistá

### Výzbroj
- 1 × synchronizovaný kulomet Vickers ráže 7,7 mm